# Uda-Clocociov
Uda-Clocociov è un comune della Romania di 1 890 abitanti, ubicato nel distretto di Teleorman, nella regione storica della Muntenia. 
Il comune è formato dall'unione di 2 villaggi: Uda-Clocociov e Uda-Paciurea.
Uda-Clocociov è divenuto comune autonomo nel 2004, staccandosi dal comune di Slobozia Mândra.